# Bankia
Pour les articles homonymes, voir Bankia (homonymie).
Bankia est un ancien conglomérat bancaire espagnol formé en décembre 2010 à la suite de la consolidation des activités de sept caisses d'épargne régionales après l'éclatement de la crise immobilière de 2008. C'est d'ailleurs cette même raison qui a poussé l'État a en devenir provisoirement actionnaire majoritaire (45 %). Bankia fait état d'un volume d'affaires total de 486 milliards d'euros avec un actif total de 328 milliards d'euros, la plaçant au rang de quatrième banque du pays en 2011 derrière Santander, BBVA et CaixaBank. En 2021, le groupe fusionne avec la CaixaBank.

## Histoire

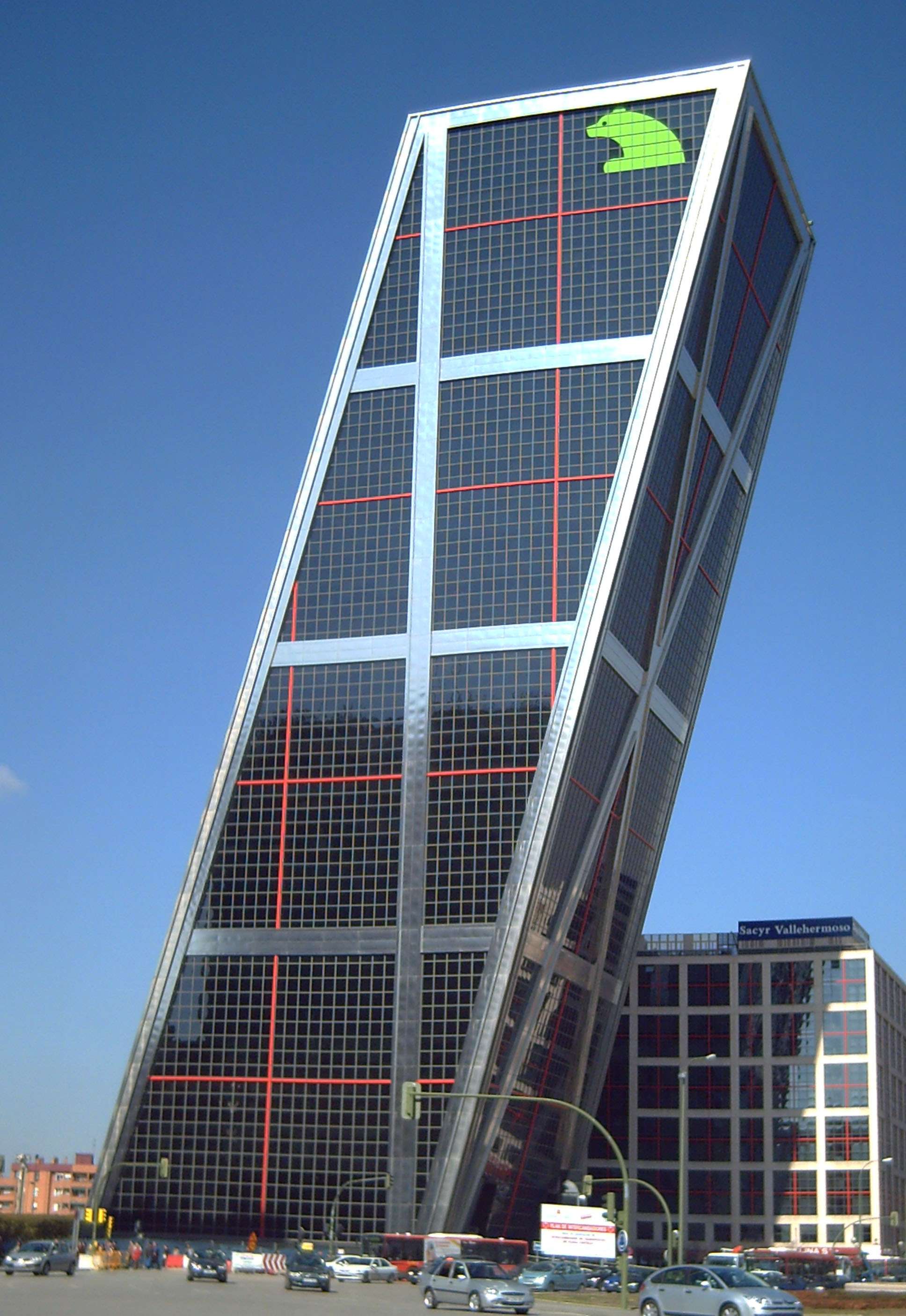
Puerta de Europa I à Madrid, quartier général opérationnel de Bankia.

Bankia a été créée le 3 décembre 2010 à la suite du processus de restructuration du système d'épargne dirigé par la Banque d'Espagne à travers un modèle financier appelé le système de protection institutionnel (SIP). Bankia découle de l'union de sept institutions financières espagnoles, appelé une fusion froide. La fusion de sept caisses d'épargne n'a nécessité que quatre mois à partir de la signature du contrat d'intégration le 30 juillet 2010. Bankia gère environ 340 milliards d’euros d'actifs.
La répartition des parts était la suivante :
- 52,06 % Caja Madrid
- 37,70 % Bancaja
- 2,45 % La Caja de Canarias
- 2,33 % Caja de Ávila
- 2,11 % Caixa Laietana
- 2,01 % Caja Segovia
- 1,34 % Caja Rioja

Le 9 mai 2012, à la suite de l'aggravation de la crise immobilière financière en Espagne, la première banque prêteuse pour le secteur immobilier (37,5 milliards) qui a vu ses créances douteuses sur le secteur s'élever à 31,8 milliards s'est vue nationalisée par le gouvernement de Mariano Rajoy, qui en détiendra 45 % sous forme d'actions.
La banque est cotée à partir de juillet 2011, au cours de 3,75 euros l'action,. Mais dès le début 2012, l'action connait une lente descente aux enfers, avec un titre qui ne vaut plus que 17 centimes le vendredi 19 avril 2013. Le lundi suivant, il est décidé un regroupement d'actions à hauteur de 1 action nouvelle pour 100 actions anciennes , mais cela n'empêchera pas le titre de perdre encore 96 % de sa valeur presque un mois sous l'effet d'une très grosse augmentation de capital annoncée de 15 milliards d'euros et de ventes massives à découvert du titre. Le jeudi 25 mai 2013, l'action perd même 51 % de sa valeur dans des volumes très supérieurs à la moyenne, ce qui pousse la CNMV (Comisión Nacional del Mercado de Valores, équivalent espagnol de l'AMF française) à ouvrir une enquête . Les actionnaires à qui l'on avait annoncé une action après augmentation de capital autour des 1,35 euro, devront attendre un peu puisque l'action cote 65 centimes à la clôture du vendredi 24 mai 2013, soit une division par plus de 500 du prix auquel Bankia s'était introduite en bourse.
Bankia devrait fermer, d'ici 2015, 40 % de ses agences, et devrait licencier environ 6 000 personnes, ce qui correspond à 28 % de ses effectifs.
En février 2016, Bankia annonce un rachat d'action pour 1,8 milliard d'euros, pour les actionnaires ayant participé à son introduction en bourse. Ce rachat est lié à la chute de son cours de bourse après sa création et à des informations erronés émises par la banque à cette époque, ayant conduit au lancement d'une procédure judiciaire.
En juin 2017, l'État espagnol annonce la fusion de Bankia avec Banco Mare Nostrum, alors que l'État espagnol est actionnaire majoritaire avec respectivement une participation de 66 % et 65 % dans ces deux entités. Cette fusion permettra notamment à Bankia d'étendre sa présence en Andalousie et dans les îles Baléares pour l'équivalent en action de 825 millions d'euros,.
En septembre 2020, Caixabank acquiert Bankia pour 4,3 milliards d'euros, créant un nouvel ensemble reprenant le nom de Caixabank, basé à Valence ayant une capitalisation de 16 milliards de dollars, 51 000 salariés et 6 300 agences. La fondation La Caixa garde une participation de 30 % dans cet ensemble contre 40 % auparavant dans Caixabank et l'État espagnol garde une participation de 16,1 % contre une participation de 61,8 % dans Bankia.

## Secteur bancaire
Bankia opèrait dans la banque de détail, services bancaires aux entreprises, finance d'entreprise, marchés des capitaux, gestion d'actifs et banque privée, offrant une large gamme de produits et services financiers à ses clients, tant au niveau national que international. Le groupe possèdait un portefeuille important et diversifié d’actions avec une valeur de 5,5 millions d'euros au 31 janvier 2011.

## Siège
Le siège social ainsi que la direction de ses filiales se trouvait à Valence (Espagne), tandis que son siège opérationnel était à Madrid. La banque comptait une présence internationale en Allemagne, Autriche, Chine, États-Unis, France, Irlande, Italie, Pologne, Portugal et Royaume-Uni.